# Ciprus címere
Ciprus címere egy sárga színű pajzs, amelyen Aphrodité jelképe, egy galamb egy olajágat (a béke jelképe) tart a csőrében. A pajzsot két oldalról babérkoszorú veszi körül. Az évszám a függetlenség elnyerésének évére utal. Ugyanakkor fogadták el a címert is.